# Butes (filho de Bóreas)
Butes foi um filho de Bóreas que estabeleu sua base de piratas em Naxos de onde saía para atacar as Cíclades e a Tessália.
Bóreas tinha dois filhos, Licurgo e Butes, filhos de mães diferentes. Butes, o mais novo, conspirou contra seu irmão, mas foi descoberto; Licurgo não o puniu, mas o exilou, com seus cúmplices, e mandou que eles procurassem outro lugar.
Butes e os trácios ocuparam a ilha chamada de Strongylê (atual Naxos), a partir da qual eles atacavam as ilhas vizinhas (as Cíclades) para pilhar e raptar mulheres.
Após serem repelidos da Eubeia, eles atacaram a Tessália e um grupo de mulheres que estavam celebrando orgias para o deus Dionísio. Uma delas, chamada Coronis, foi violentada por Butes e apelou ao deus, que fez Butes ter um acesso de loucura e se matar.
Os trácios, porém, levaram as outras mulheres, inclusive Ifimedia, esposa de Aloeu, e sua filha Pancratis. Como sucessor de Butes os trácios escolheram Agassamenus, que ficou com Ifimedia..
Aloeu, então, mandou seus filhos Oto e Efialtes para resgatar Ifimedia e Pancratis. Eles derrotaram os trácios em batalha e arrasaram a cidade, porém logo depois Pancratis morreu, e os irmãos resolveram fazer da ilha seu lar e reinar sobre os trácios, mudando o nome da ilha para Dia. Mais tarde Oto e Efialtes brigaram e se mataram, recebendo dos nativos as honras de herois